# 알피니

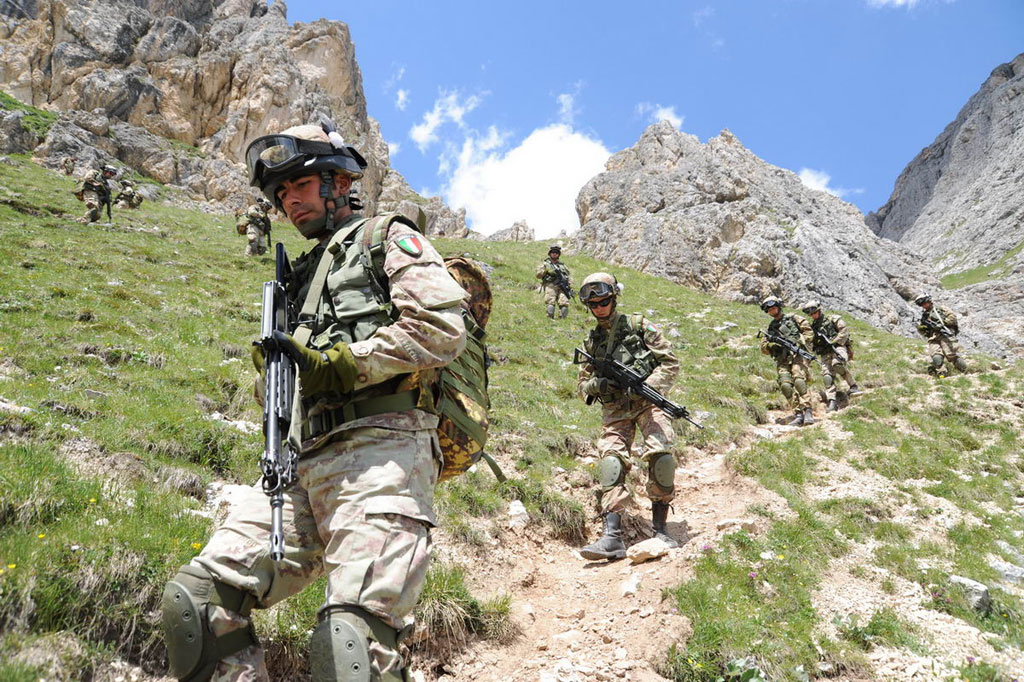
알피니

알피니(이탈리아어: Alpini)는 이탈리아 육군의 병과 중 하나로, 산악전을 전문으로 하는 부대이다.

## 특징
어릴 때부터 산에 사는 사람으로 구성된 부대라는 전통을 고수하고 있기 때문에 다른 병과와는 달리 관할 구역 내의 정해진 땅에 사는 이탈리아인 밖에 원칙적으로 지원하는 것은 어렵다. 따라서 가문 대대로 알피니 병을 계속하고 있는 가족도 적지 않다고 한다.